# Colletes tadschikus
Colletes tadschikus är en biart som beskrevs av Kuhlmann 2002. Colletes tadschikus ingår i släktet sidenbin, och familjen korttungebin. Inga underarter finns listade i Catalogue of Life.